# Pachycarpus
Pachycarpus es un género de plantas fanerógamas de la familia Apocynaceae. Contiene 64 especies.

## Distribución
Es originario de África en Angola, Botsuana, Burundi, Camerún, Etiopía, Gabón, Ghana, Guinea, Guinea-Bissau, Costa de Marfil, Kenia, Malaui, Mozambique, Namibia, Nigeria, Ruanda, Sierra Leona, Sudáfrica, Sudán, Suazilandia, Tanzania, Uganda, Zaire, Zambia y Zimbabue. Se encuentra en los pastizales de montaña y en los bosques abiertos en alturas de (100 -) 700-2,500 (-2.700) metros.

## Descripción
Son hierbas erectas que alcanzan los 50-70 cm de altura, ramificadas a baja densidad , de látex color blanco, los órganos subterráneos delgados, tubérculos verticales.  Brotes de alta densidad, pubescentes, sobre toda la superficie. Las hojas son subsésiles o pecioladas, con propagación horinzal;  herbáceas o coriáceas, discoloridas o con color, de 7-12 cm de largo (-15), y 1.5-7 cm de ancho (-8,5), lanceoladas o elípticas a ovadas o elípticas, basalmente ligeramente cordadas o redondeadas o truncadas a cuneadas, el ápice agudo o acuminado u obtuso o retuso, indiferenciadas o ligeramente onduladas,  nervadura  abaxialmente prominente, con 9-17 pares de nervios laterales.
Las inflorescencias son terminales, laterales o extra-axilares, solitarias, más cortas que las hojas adyacentes o casi tan largas como las hojas adyacentes, con 5-18 flores, simples, sésiles o pedunculadas;  abaxialmente con tricomas. Su número de cromosomas es de: 2n= 22.

## Taxonomía
El género fue descrito por Ernst Heinrich Friedrich Meyer y publicado en Commentariorum de Plantis Africae Australioris 209. 1838.

## Especies
África: aproximadamente 30 especies. Sudáfrica: aproximadamente 25 especies.
- Pachycarpus acidostelma
- Pachycarpus appendiculatus
- Pachycarpus asperifolius
- Pachycarpus bisacculatus
- Pachycarpus campanulatus
- Pachycarpus concolor
- Pachycarpus coronarius
- Pachycarpus decorus
- Pachycarpus distinctus
- Pachycarpus eximius
- Pachycarpus firmus
- Pachycarpus galpinii
- Pachycarpus goetzei
- Pachycarpus grandiflorus
- Pachycarpus grantii
- Pachycarpus lebomboensis
- Pachycarpus linearis
- Pachycarpus lineolatus
- Pachycarpus mackenii
- Pachycarpus macrochilus
- Pachycarpus medusonema
- Pachycarpus natalensis
- Pachycarpus pachyglossus
- Pachycarpus petherickianus
- Pachycarpus plicatus
- Pachycarpus reflectens
- Pachycarpus richardsiae
- Pachycarpus rigidus
- Pachycarpus robustus
- Pachycarpus rostratus
- Pachycarpus scaber
- Pachycarpus schinzianus
- Pachycarpus spurius
- Pachycarpus stelliceps
- Pachycarpus suaveolens
- Pachycarpus vexillaris